# Saga (collana)
Saga è stata una collana editoriale italiana di narrativa fantastica pubblicata dall'editrice Meb di Torino dal 1975 al 1979 con cadenza irregolare, per un totale di 33 volumi. Nella sua breve attività, la collana ha spaziato negli ambiti principali della narrativa fantastica: fantascienza, fantasy e horror/gotico.

## Elenco delle pubblicazioni
| Numero | Autore                              | Titolo                               | Note | Anno                   |
| ------ | ----------------------------------- | ------------------------------------ | --- | ---------------------- |
| 1      | Roger Zelazny                       | Creature della luce e delle tenebre  | | Ottobre 1975           |
| 2      | Piers Anthony                       | Onnivora                             | Primo romanzo della trilogia dell'Uomo e della Manta. | Novembre 1975          |
| 3      | Gordon Eklund                       | Tutti i tempi possibili              | | Aprile 1976            |
| 4      | Isidore Haiblum                     | I Wilk sono tra noi                  | | Giugno 1976            |
| 5      | Robert Silverberg                   | L'uomo nel labirinto                 | | Luglio 1976            |
| 6      | Colin Wilson                        | La pietra filosofale                 | | Novembre 1976          |
| 7      | Ian Wallace                         | Pan Sagittarius                      | Romanzo afferente al ciclo di Croyd. | Novembre 1976          |
| 8      | Michael Moorcock                    | I.N.R.I.                             | Primo romanzo della dilogia di Karl Glogauer entro il macro-ciclo del Campione Eterno. | Novembre 1976          |
| 9      | Piers Anthony                       | Orn                                  | Secondo romanzo della trilogia dell'Uomo e della Manta. | Febbraio 1977          |
| 10     | Michael Davidson                    | La macchina del Karma                | | Maggio 1977            |
| 11     | Stuart Gordon                       | Un occhio                            | Primo romanzo della Trilogia degli Occhi. | Maggio 1977            |
| 12     | Peter S. Beagle                     | L'ultimo unicorno                    | | Giugno 1977            |
| 13     | John Crowley                        | ...e la bestia sorse dall'abisso...  | | Luglio 1977            |
| 14     | Lord Dunsany                        | La figlia del re degli Elfi          | | Agosto 1977            |
| 15     | Alexandre Dumas                     | Orrore a Fontenay                    | Otto racconti combinati in un romanzo a cornice. | Ottobre 1977           |
| 16     | Barry N. Malzberg                   | Nella gabbia                         | | Dicembre 1977          |
| 17     | L. Sprague De Camp e Fletcher Pratt | La terra dell'impossibile            | | Dicembre 1977          |
| 18     | L. Sprague De Camp                  | La principessa indesiderata          | | Gennaio 1978           |
| 19     | Michael G. Coney                    | Rax                                  | Primo romanzo della dilogia di Pallahaxi. | Febbraio 1978          |
| 20     | Clark Ashton Smith                  | Genius Loci e altri racconti         | Raccolta allestita dall'autore comprendente sette racconti autoconclusivi, uno del ciclo di Aihai, tre di Averoigne e quattro di Zothique. | Marzo 1978             |
| 21     | Alan Burt Akers                     | Destinazione Scorpio                 | Primo romanzo del ciclo di Scorpio. | Aprile 1978            |
| 22     | Robert Hoskins                      | I deportati                          | | Luglio 1978            |
| 23     | Roger Zelazny                       | Il vendicatore                       | Romanzo fix-up del ciclo di Nemo. | Agosto 1978            |
| 24     | Wallace Moore                       | Balzan: Le gemme di sangue           | Primo romanzo della trilogia di Balzan. | Settembre 1978         |
| 25     | Alan Burt Akers                     | I soli di Scorpio                    | Secondo romanzo del ciclo di Scorpio. | Ottobre 1978           |
| 26     | Stuart Gordon                       | Due occhi                            | Secondo romanzo della Trilogia degli Occhi. | Novembre 1978          |
| 27     | Alan Burt Akers                     | Guerriero a Scorpio                  | Terzo romanzo del ciclo di Scorpio. | Dicembre 1978          |
| 28     | A. E. van Vogt                      | L'astronave fantasma                 | | Aprile 1979            |
| 29     | Clark Ashton Smith                  | Al di là del tempo e dello spazio    | Raccolta allestita dall'autore comprendente tre poesie, sette racconti autoconclusivi, due racconti del ciclo di Averoigne, uno di Poseidonis, tre di Zothique, tre di Hyperborea, e uno di Aihai.                                                                                          | Giugno 1979            |
| 30     | Peter S. Beagle                     | Il popolo invisibile                 | | Luglio/Agosto 1979     |
| 31     | John Brunner                        | Il pianeta della follia              | | Settembre 1979         |
| 32     | Clark Ashton Smith                  | Mondi perduti e altri racconti       | Raccolta allestita dall'autore comprendente otto racconti autoconclusivi, quattro del ciclo di Hyperborea, tre di Poseidonis, due di Averoigne, quattro di Zothique, e i due di Xiccarph.                                                                                                   | Ottobre 1979           |
| 33     | Clark Ashton Smith                  | Gli orrori di Yondo e altri racconti | Raccolta allestita dall'autore comprendente tre poesie della sequenza Prose Pastels, cinque racconti autoconclusivi, tre del ciclo di Zothique, uno di Poseidonis, due di Hyperborea, uno di Aihai, e un campitolo frammentario del romanzo Vathek di William Beckford completato da Smith. | Novembre/Dicembre 1979 |